# Matthias Bethge
Matthias Bethge (geboren am 26. Februar 1973 in Wolfsburg) ist ein deutscher Neurowissenschaftler und Hochschullehrer.
Bethge studierte Physik und Mathematik an der Georg-August-Universität Göttingen und war Diplomand am Max-Planck-Institut für Strömungsforschung in Göttingen. Nach dem Diplom wechselte er 1998 an die Universität Bremen, an der er 2003 mit der Arbeit Codes and Goals of Neuronal Representations promoviert wurde. Anschließend forschte er als Postdoktorand in Kalifornien am Redwood Neuroscience Institute in Menlo Park (seit 2005 Redwood Center for Theoretical Neuroscience der University of California, Berkeley). Seit 2005 arbeitete er am Max-Planck-Institut für biologische Kybernetik in Tübingen und wurde 2006 mit dem ersten Bernstein Preis für Computational Neuroscience ausgezeichnet.
Bethge ist seit 2009 Professor an der Eberhard Karls Universität Tübingen. Er forscht im Bereich Computational Neuroscience und untersucht mittels mathematischer Methoden und psychophysikalischer Experimente die Bildverarbeitung und ihre neurale Basis im menschlichen Gehirn.
Bethge war Koordinator des Bernstein Center for Computational Neuroscience Tübingen (BCCNT). Jakob Macke löste ihn per 15. April 2021 als BCCNT Koordinator ab. Das Zentrum ist Teil des 2004 gegründeten bundesweiten Bernstein-Netzwerks „Computational Neuroscience“, das vom Bundesministerium für Bildung und Forschung gefördert wird. Gemeinsam mit seinen Kollegen Leon A. Gatys und Alexander S. Ecker entwickelte er einen „neuralen Algorithmus für künstlerischen Stil“, der beliebige Fotomotive in scheinbar typische Werke berühmter Künstler verwandeln kann.